# Crítica (filosofia)
Crítica é uma expressão que provém do grego kritikē (κριτική), que significa "a arte de julgar" (Japiassu & Marcondes, 1990).
Na filosofia, crítica tem o significado de análise. Assim, a "filosofia crítica", em específico, designa o pensamento de  Kant e seus sucessores.
Ela também pode ser atribuída como um processo de retenção de fenômenos advindos do passado, sua decomposição e reconfiguração.

## Immanuel Kant
No domínio da filosofia, Kant usa o termo para designar a reflexão da validade e dos limites do ser humano ou de um conjunto de elaborações filosóficas. Na filosofia moderna designa uma análise sistemática sobre as condições e consequências de um conceito, de uma teoria ou disciplina, ou uma tentativa de compreender seus limites e a validade. Um ponto de vista crítico seria o contrário de um ponto de vista dogmático.
A crítica é um julgamento de mérito: tal julgamento é estético, se contempla uma obra de arte; lógico, se contempla um raciocínio; intelectual, se contempla um conceito, uma teoria ou um experimento; moral, se contempla uma conduta. Esse julgamento de mérito é fruto de uma atividade da razão, esse poder de distinguir o verdadeiro do falso, que age como uma espécie de tribunal. Ele pode tomar por objecto a própria razão, pelo exercício da crítica da razão, separando, distinguindo o domínio dentro do qual a razão pode ser exercida daquele em que ela delira a cada vez que pretende conhecer o absoluto, aquilo que tem sua razão de ser em si mesmo e a que não corresponde nada de sensível.
A crítica pertence à ordem de um ato de espírito que duvida antes de afirmar, portanto, ela pertence à ordem da "liberdade de espírito".